# Kosovo ai Giochi della XXXII Olimpiade
Il Kosovo ha partecipato ai Giochi della XXXII Olimpiade, che si sono svolti a Tokyo, Giappone, dal 23 luglio all'8 agosto 2021 (inizialmente previsti dal 24 luglio al 9 agosto 2020 ma posticipati per la pandemia di COVID-19) con undici atleti, cinque uomini e sei donne.
Si è trattato della seconda partecipazione di questo paese ai Giochi estivi.

## Medaglie
| Riepilogo quotidiano | Riepilogo quotidiano | Riepilogo quotidiano | Riepilogo quotidiano | Riepilogo quotidiano | Riepilogo quotidiano |
| -------------------- | -------------------- | -------------------- | -------------------- | -------------------- | -------------------- |
| Giorno               | Data                 |                      |                      |                      | Totale               |
| 1º                   | 24                   | 1                    | 0                    | 0                    | 1                    |
| 3º                   | 26                   | 1                    | 0                    | 0                    | 1                    |
| Totale               | Totale               | 2                    | 0                    | 0                    | 2                    |

### Medagliere per disciplina
| Sport  | Oro | Argento | Bronzo | Totale |
| ------ | --- | ------- | ------ | ------ |
| Judo   | 2   | 0       | 0      | 2      |
| Totale | 2   | 0       | 0      | 2      |

### Medaglie d'oro
| Medaglia | Nome             | Sport | Evento          |
| -------- | ---------------- | ----- | --------------- |
| Oro      | Distria Krasniqi | Judo  | 48 kg femminile |
| Oro      | Nora Gjakova     | Judo  | 57 kg femminile |

## Delegazione
| Sport            | Uomini | Donne | Totale |
| ---------------- | ------ | ----- | ------ |
| Atletica leggera | 1      | 0     | 1      |
| Judo             | 1      | 4     | 5      |
| Lotta            | 1      | 0     | 1      |
| Nuoto            | 1      | 1     | 2      |
| Pugilato         | 0      | 1     | 1      |
| Tiro             | 0      | 1     | 1      |
| Totale           | 4      | 7     | 11     |

## Risultati

### Atletica leggera
| Q | Qualificato al turno successivo per la posizione in qualificazione                                                           |
| q | Qualificato per il turno successivo per ripescaggio o, negli eventi su campo, conquistando la misura minima per qualificarsi |

Maschile
Eventi su pista e strada
| Atleta       | Evento      | Batteria  | Batteria  | Semifinale      | Semifinale      | Finale          | Finale          |
| Atleta       | Evento      | Risultato | Posizione | Risultato       | Posizione       | Risultato       | Posizione       |
| ------------ | ----------- | --------- | --------- | --------------- | --------------- | --------------- | --------------- |
| Musa Hajdari | 800 m piani | 1'48"96   | 8º        | Non qualificato | Non qualificato | Non qualificato | Non qualificato |

### Judo
Maschile
| Atleta       | Evento | Preliminari               | 16-esimi                  | Ottavi                     | Quarti                           | Semifinali           | Ripescaggio                 | Med. bronzo          | Finale               | Posizione       |
| Atleta       | Evento | Avversario Risultato      | Avversario Risultato      | Avversario Risultato       | Avversario Risultato             | Avversario Risultato | Avversario Risultato        | Avversario Risultato | Avversario Risultato | Posizione       |
| ------------ | ------ | ------------------------- | ------------------------- | -------------------------- | -------------------------------- | -------------------- | --------------------------- | -------------------- | -------------------- | --------------- |
| Akil Gjakova | -73 kg | A. Ayash (YEM) V (10- 00) | N. Stump (SUI) V (10- 00) | T. Macias (SWE) V (10- 01) | T. Tsogtbaatar (MGL) P (01 - 10) | Non qualificato      | R. Orujov (AZE) P (01 - 10) | Non qualificato      | Non qualificato      | Non qualificato |

Femminile
| Atleta            | Evento | Preliminari          | 16-esimi                  | Ottavi                        | Quarti                     | Semifinali                      | Ripescaggio          | Med. bronzo          | Finale                      | Posizione       |
| Atleta            | Evento | Avversario Risultato | Avversario Risultato      | Avversario Risultato          | Avversario Risultato       | Avversario Risultato            | Avversario Risultato | Avversario Risultato | Avversario Risultato        | Posizione       |
| ----------------- | ------ | -------------------- | ------------------------- | ----------------------------- | -------------------------- | ------------------------------- | -------------------- | -------------------- | --------------------------- | --------------- |
| Distria Krasniqi  | -48 kg | Bye                  | Bye                       | G. Chibana (BRA) V (10- 00)   | Lin CH (TPE) V (10- 00)    | M. Urantsetseg (MNG) V (01- 00) | N.D.                 | N.D.                 | F. Tonaki (JPN) V (01- 00)  | Oro             |
| Majlinda Kelmendi | -52 kg | N.D.                 | R. Pupp (HUN) P (00 - 10) | Non qualificata               | Non qualificata            | Non qualificata                 | Non qualificata      | Non qualificata      | Non qualificata             | Non qualificata |
| Nora Gjakova      | -57 kg | N.D.                 | Bye                       | S. Verhagen (NED) V (01- 00)  | K. Kajzer (SLO) V (10- 00) | T. Yoshida (JPN) V (10- 00)     | N.D.                 | N.D.                 | S. Cysique (FRA) V (10- 00) | Oro             |
| Loriana Kuka      | -78 kg | N.D.                 | Bye                       | A. Babintseva (ROC) P (00-01) | Non qualificata            | Non qualificata                 | Non qualificata      | Non qualificata      | Non qualificata             | Non qualificata |

### Lotta

#### Libera
| Atleta      | Evento  | Qualificazione       | Ottavi               | Quarti               | Semifinali           | Ripescaggio Turno 1  | Ripescaggio Turno 2  | Finale/ Finale per il bronzo | Pos.            |
| Atleta      | Evento  | Avversario Risultato | Avversario Risultato | Avversario Risultato | Avversario Risultato | Avversario Risultato | Avversario Risultato | Avversario Risultato         | Pos.            |
| ----------- | ------- | -------------------- | -------------------- | -------------------- | -------------------- | -------------------- | -------------------- | ---------------------------- | --------------- |
| Egzon Shala | -125 kg | Berrahal V 6F-0      | Zare P 2-13          | Non qualificato      | Non qualificato      | Non qualificato      | Non qualificato      | Non qualificato              | Non qualificato |

### Nuoto
Maschile
| Atleta         | Gara               | Batterie | Batterie | Semifinali      | Semifinali      | Finale          | Finale          |
| Atleta         | Gara               | Tempo    | Pos.     | Tempo           | Pos.            | Tempo           | Pos.            |
| -------------- | ------------------ | -------- | -------- | --------------- | --------------- | --------------- | --------------- |
| Olt Kondirolli | 100 m stile libero | 54"33    | 64º      | Non qualificato | Non qualificato | Non qualificato | Non qualificato |

Femminile
| Atleta     | Gara               | Batterie | Batterie | Semifinali | Semifinali | Finale          | Finale          |
| Atleta     | Gara               | Tempo    | Pos.     | Tempo      | Pos.       | Tempo           | Pos.            |
| ---------- | ------------------ | -------- | -------- | ---------- | ---------- | --------------- | --------------- |
| Eda Zeqiri | 400 m stile libero | 4'38"02  | 24ª      | N.D.       | N.D.       | Non qualificata | Non qualificata |

### Pugilato
Femminile
| Atleta         | Evento       | Sedicesimi           | Ottavi di finale     | Quarti di finale     | Semifinali           | Finale               | Pos.            |
| Atleta         | Evento       | Avversaria Risultato | Avversaria Risultato | Avversaria Risultato | Avversaria Risultato | Avversaria Risultato | Pos.            |
| -------------- | ------------ | -------------------- | -------------------- | -------------------- | -------------------- | -------------------- | --------------- |
| Donjeta Sadiku | Pesi leggeri | Dubois P 0-5         | Non qualificata      | Non qualificata      | Non qualificata      | Non qualificata      | Non qualificata |

### Tiro a segno/volo
Maschile
| Atleta          | Evento                     | Qualificazione | Qualificazione | Finale          | Finale          |
| Atleta          | Evento                     | Punteggio      | Classifica     | Punteggio       | Classifica      |
| --------------- | -------------------------- | -------------- | -------------- | --------------- | --------------- |
| Drilon Ibrahimi | Pistola 10m aria compressa | 608.8          | 46º            | Non qualificato | Non qualificato |